# La Escalera
La Escalera es una localidad situada en el municipio de Huatabampo, en el estado mexicano de Sonora. Según el censo de 2020, tiene una población de 552 habitantes.
Su código postal es 85247.

## Geografía
Está ubicada en las coordenadas geográficas 26°46'38" de latitud norte y 109°39'03" de longitud oeste, a una elevación de 5 metros sobre el nivel del mar.